# Liste des planètes mineures non numérotées découvertes en 1994
Pour un article plus général, voir Liste des planètes mineures.
Cet article dresse la liste des planètes mineures (astéroïdes, centaures, objets transneptuniens et assimilés) non numérotées découvertes en 1994 dans l'ordre de leur découverte.
Au 15 janvier 2025, 661 077 des 1 434 993 planètes mineures répertoriées par le Centre des planètes mineures ne sont pas encore numérotées, soit 46,07 %.

## Rappel concernant la désignation provisoire
La désignation provisoire indique l'ordre de découverte de ces objets. En effet, cette désignation est composée de l'année de découverte (par exemple 1994) suivie de la quinzaine (demi-mois) de découverte (p.e. A = 1-15 janvier) puis de l'ordre de découverte dans cette quinzaine. Cet ordre est indiqué par une lettre et éventuellement un chiffre comme suit : A pour la première découverte, B pour la deuxième, ..., Z pour la 25e (le I n'est pas utilisé pour éviter la confusion avec 1), A1 pour la 26e, B1 pour la 27e, etc. , Z1 pour la 50e, A2 pour la 51e, B2 pour la 52e, etc. L'ordre de la numérotation ne suit donc pas l'ordre alphanumérique. 1994 AA1 suit ainsi 1994 AZ et précède 1994 AB1.

## Liste

### Du1erau 15 janvier 1994
- 1994 AC5
- 1994 AS8
- 1994 AO13
- 1994 AD17

### Du 16 au 31 janvier 1994
- 1994 BB
- 1994 BY1
- 1994 BW2
- 1994 BE5
- 1994 BA6

### Du1erau 15 février 1994
- 1994 CJ1

### Du1erau 15 mars 1994
- 1994 EJ
- 1994 EK
- 1994 EU
- 1994 ES1
- 1994 ES2

### Du 16 au 31 mars 1994
- 1994 FA

### Du1erau 15 avril 1994
- 1994 GK
- 1994 GL
- 1994 GV
- 1994 GG2

### Du1erau 15 mai 1994
- 1994 JB6
- 1994 JO8

### Du1erau 15 juillet 1994
- 1994 NE
- 1994 NK
- 1994 ND5

### Du1erau 15 août 1994
- 1994 PC3
- 1994 PY8
- 1994 PF31

### Du1erau 15 septembre 1994
- 1994 RB
- 1994 RV1
- 1994 RW1
- 1994 RH6
- 1994 RT14
- 1994 RB30
- 1994 RD30
- 1994 RE30

### Du 16 au 30 septembre 1994
- 1994 SP1
- 1994 SD3
- 1994 SU4
- 1994 SM6
- 1994 SJ8
- 1994 SP8
- 1994 SZ10
- 1994 SF13

### Du1erau 15 octobre 1994
- 1994 TA
- 1994 TG
- 1994 TH
- 1994 TA2
- 1994 TE2
- 1994 TG2
- 1994 TO8
- 1994 TN12
- 1994 TP12
- 1994 TR13
- 1994 TC18

### Du 16 au 31 octobre 1994
- 1994 US
- 1994 UE5
- 1994 UF10
- 1994 UJ10
- 1994 UK13

### Du1erau 15 novembre 1994
- 1994 VM4
- 1994 VH8

### Du 16 au 30 novembre 1994
- 1994 WY1
- 1994 WZ1
- 1994 WZ2
- 1994 WW6
- 1994 WR12

### Du1erau 15 décembre 1994
- 1994 XG
- 1994 XM1

### Du 16 au 31 décembre 1994
- 1994 YE4